# Kemotaxis assay
A kemotaxis assay-k prokarióta és eukarióta sejtek kemotaktikus képességének mérésére szolgáló eljárások. A technikák széles skálája ismert, melyeket e célra alkalmaznak. Egyesek segítségével a kísérletet végző csupán azt tudja meghatározni, hogy a vizsgált sejtekre vonzó vagy taszító hatással van egy kérdéses anyag (kvalitatív mérés), míg más technikák az adott kemotaktikus válaszok intenzitásának mértékéről részletesebb, számadatokban is kifejezhető értékeket szolgáltatnak (kvantitatív mérés).

## Minőségi ellenőrzés
A vizsgálatok megkezdésekor a legáltalánosabb alapkövetelmény a kemotaxis assay optimális inkubációs idejének beállítása, mely az alkalmazott modell-sejttől, illetve a vizsgált anyagtól függően különböző lehet. A túlzottan rövid inkubációs idők a minták sejtszegénységét okozhatják, míg a kelleténél hosszabb inkubáció esetén a ligand által kialakított és a kemotaxis vizsgálatához szükséges koncentráció gradiens már nem áll fenn és a mérés inkább a kemokinetikus mint a kemotaktikus választ méri.
A leggyakrabban alkalmazott technikák két nagy csoportba sorolhatók:

## Agar-lemezes technikák
A mérésnek ez a formája agar-agart vagy gelatint tartalmazó zselés lemezeket alkalmaz, melyeket a kísérlet megkezdése előtt, frissen készítünk. A lemezekbe egymástól megadott távolságra kis üregeket vagy csatornákat fúrunk, melyeket a sejteket tartalmazó oldatokkal vagy a vizsgálni kívánt anyag különböző hígításaival töltünk meg. A lemezben, illetve az alatt a vizsgált anyag koncentráció gradiense alakul ki, mely a sejtek számára detektálható. A sejtek mind magában a zselés rétegben, mind a lemez alatt szabadon képesek elmozdulni a számukra kedvező kémiai inger irányába. A technika egyes változataiban üregek és egymással párhuzamosan futó csatornák találhatók, melyeket a kísérlet kezdetekor egy összekötő vágat készítésével hozunk kapcsolatba (ld. PP-technika). A PP technika sugár irányú elrendezése esetén (3 vagy több csatorna-pár) adott a lehetőség különböző sejt-populációk szinkron, összehasonlító elemzésére vagy egy sejtcsoportnál különböző típusú anyagok közötti preferencia mérésére is.
Sejtszám meghatározása: e technikák esetében a pozitív választ mutató sejtek száma a vándorló sejtek által alkotott határvonalban festést követően vagy natív állapotban is meghatározható, kontrollok ellenében kiértékelhető.

## Két-kamrás technikák
Az adott pórusátmérőjű filterekkel elválasztott kamrák igen jó eszközei a sejtek pontos kemotaktikus aktivitás meghatározásának. E kamrák között a Boyden által készített kamra volt az első, több technikai problémát is kiküszöbölő eszköz. Itt a sejtek egy felső rekeszbe kerülnek, míg a vizsgálandó anyag oldatát az ez alatt elhelyezett részbe töltjük. A migráló sejtek mérete határozza meg a két kamra közé helyezett filter pórusátmérőjét. Az in vivo állapot modellezése céljából több eljárás esetében az extracelluláris mátrix molekuláival (kollagén, elasztin stb.) fedik a filter sejtekkel érintkező felszínét. A mérések hatékonyságát növelte a sokkamrás (multiwell) rendszerek kifejlesztése (például NeuroProbe), ahol 24, 96, 384 minta értékelhető ki párhuzamosan. E változat nagy előnye, hogy bennük számos párhuzamos minta vizsgálható azonos körülmények között.
A kamrák egy másik elrendezésében azok horizontálisan, egymás mellett (például Zigmond kamra) vagy mint egymást körülvevő gyűrűk (például Dunn kamra) helyezkednek el. A koncentráció gradiens ezekben az esetekben a kamrákat összekötő keskeny híd-szerű képletek felszínén alakul ki, a migráló sejtek számát is e felszíneken határozzák meg fénymikroszkóppal. Egyes esetekben az összekötő hidak felszínét agarral fedik, így a migráló sejteknek ebben szöveti teret modellező, félig szilárd rétegen kell átfúrniuk magukat a vizsgálandó anyag irányába.
Egyes kapilláris technikák szintén a kamrákhoz hasonló elrendezést biztosítanak, bár azokban az esetekben nem található filter a sejtes és a vizsgálandó anyagot tartalmazó rész között. E próbák is kvantitatív eredményeket adnak, amennyiben sokkamrás rendszereket állítunk be 4-8-12 csatornás mikropipetták alkalmazásával. A pipetták nagy pontossága és a párhuzamosan vizsgált minták számának növelése adja e technika nagy előnyét.

Sejtszám meghatározása: a pozitív válaszadó sejtek számát az alsó kamrában (hosszú inkubációs idő) vagy magában a filterben (rövid inkubációs idő) határozhatjuk meg. A sejtek észlelésére általános festési eljárások (például tripán kék) vagy speciális próbák (például mt-dehidrogenáz aktivitás kimutatása MTT assay-vel) használtak. A sejtek jelölése (például fluorokrómokkal) is elfogadott technika, egyes próbákban a sejtek a filteren történő áthaladásuk során válnak jelzetté.

## Mikro-video-rekording technika
Egyes csillósok (például Tetrahymena, Euplotes, Oxytricha) úszási mintázata (ethogram) jobbra és balra kanyarodó ívek, valamint egyenes vonalú úszási szakaszok váltakozásából épül fel. Ennek eredménye a sejt úszási irányát meghatározó mozgás-mintázatok random váltakozása az adott térben. A kialakuló mintázatok egyediségét a körívek egyes szakaszainak hossza, illetve iránya adja, míg e lépéssorok váltakozásának gátlása a sejtek körpályán való mozgását eredményezi.
A sejtek fent leírt mozgási mintázatának vizsgálatára a leggyakrabban alkalmazott módszer a sejtek elmozdulásának sötétlátóteres, valós-idejű (real-time), digitalizált rögzítése (átlagos felbontóképesség 80 μm). A kapott információk kiegészítésére szabadon mozgó sejtek és egyes mozgási sejtszervecskéik (ld. csillók, ostorok) világos látóterű video-mikroszkópos analízise alkalmazható. Megbízható és egyben reprezentatív eredményt mintánként, illetve kísérleti csoportonként minimum 20, átlagosan 50 sejt úszásának kiértékelése ad.

## Egyéb technikák
A fentiekben vázolt két, leggyakrabban alkalmazott technikacsoport mellett a kemotaxis mérésre alkalmas eljárások széles köre fejlődött ki. Egyesek csupán kvalitatív meghatározást adnak, ilyen a sejtek aggregációján alapuló teszt, amelyben egy kis, vizsgálati anyagot tartalmazó agar vagy filter darabkát helyezünk a tárgylemezre és az e körül felszaporodó sejtek akkumulációját értékeljük.
Egy másik, szemikvantitatív módszerben a sejteket tartalmazó oldatot a vizsgálandó anyagra rétegezzük. majd annak sejt mentes részhez viszonyított opaleszcencia változását mérjük egy adott inkubációs idő alatt.
A harmadik, bár kvalitatív, de nagyon gyakran használt technika az ún. T-maze (maze = útvesztő ang.), valamint annak lemezes adaptációi. Az eredeti változatban egy olyan T alakú csövet használunk melyben a három cső találkozásánál egy furatban csiszolt csap található. A csapba fúrt lyuka sejtek befogadására szolgál. Ennek feltöltése után a csapot elforgatva a sejtek a másik két csőben elhelyezett anyagokkal kerülnek kapcsolatba. A kísérletet az inkubációs idő leteltével a csap elforgatásával fejezzük be, majd a sejtszámot az egyes mintákban meghatározzuk.

## Külső hivatkozások
- Chemotaxis
- Cell Migration Gateway
- Folch Lab Homepage
- Free tool based on ImageJ to analyse chemotactical processes